# باول برنهارد جيرهارد
باول برنهارد جيرهارد (بالألمانية: Paul Bernhard Gerhard)‏ هو عالم بقشريات الأجنحة ألماني، ولد في 10 مارس 1824 في لايبزيغ في ألمانيا، وتوفي في 18 مايو 1908 في سانت لويس في الولايات المتحدة.